# Venasca
Venasca (okcitánul: Venascho) település Olaszországban, Piemont régióban, Cuneo megyében. Lakosainak száma 1335 fő (2023. január 1.). Venasca Brondello, Isasca, Pagno, Piasco, Rossana, Busca, Brossasco és Verzuolo községekkel határos.

## Népesség
A település lakossága az elmúlt években az alábbi módon változott:
| Lakosok száma | 2787 | 3405 | 2468 | 2072 | 1734 | 1512 | 1542 | 1589 | 1578 | 1335 |
|               | 1861 | 1901 | 1921 | 1951 | 1971 | 2001 | 2003 | 2006 | 2008 | 2023 |